# 黑庄户站
黑庄户站是一个位于中国北京市朝阳区黑庄户地区黑庄户村万通路，属于北京地铁7号线的地铁车站，于2019年12月28日开通投入使用。

## 位置
位于朝阳区黑庄户乡黑庄户村，万子营路与万通路交汇口西侧，沿万通路东西向布置，因邻近黑庄户村而得名。

## 结构

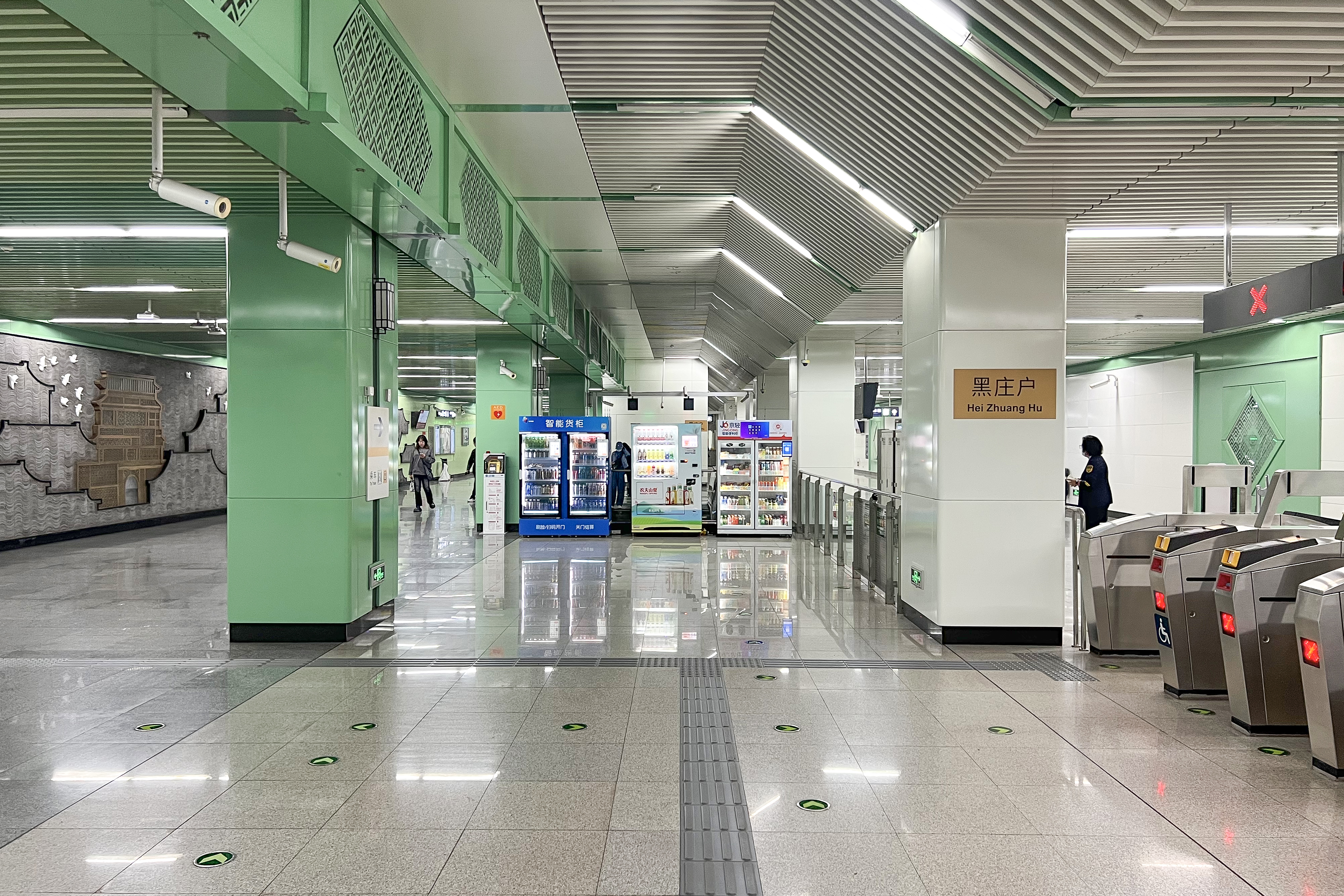
站厅

黑庄户站为地下二层车站，岛式站台设计。月台东端设有一组双存车线。
| 地面层          | 街道                          | B-D出入口                        |
| 地下一层 站厅层 | 站厅                          | 客务中心、自动售票机、进出站闸机 |
| 地下二层 站台层 |                               | █ 7号线往北京西站（郎辛庄）      |
| 地下二层 站台层 | 岛式站台，左側開门            |                                  |
| 地下二层 站台层 | █ 7号线往环球度假区（万盛西） |                                  |

站厅设有主题艺术墙《融行汇景》，使用“瓦”这一传统建筑材料进行层层叠加，构建出具有历史文化肌理的老北京城楼；整体风格简洁宏大，概括出老北京历久弥香的气质。

## 出入口
|                       |          |                                        |      |            |  |
| 编号                  | 指示     | 建议前往的目的地                       | 图片 | 无障碍设施 |  |
| 出口 · B              | 万子营路 | 万子营东村、朝阳区白家庄小学东辰分校   |      | 不適用     |  |
| 出口 · D · 升降机标志 | 万通路   | 北京音乐产业园、北京鲜活农产品流通中心 |      |            |  |
| 註： 設有             |          |                                        |      |            |  |